# Llibre del Han Tardà
El Llibre del Han Tardà (xinès tradicional: 後漢書, xinès simplificat: 后汉书, pinyin: hòuhànshū, Wade-Giles: Hou Han Shu) és un dels treballs històrics, oficials i xinesos que va ser compilat per Fan Ye en el segle v, usant una sèrie d'històries i documents anteriors com a fonts. El llibre cobreix la història de la dinastia Han oriental del 25 fins al 220 dC.
El llibre és part de les primeres quatre historiografies de les vint-i-quatre històries canòniques, juntament amb els Registres del gran historiador, Llibre de Han i Registres dels Tres Regnes. Fan Ye va usar-hi un nombre d'històries prèvies, incloent-hi eixos relats de Sima Qian i Ban Gu, a més de moltes altres (algunes que hi eren també titulades amb un nom semblant al del treball, tals com els Registres Han del pavelló Oriental de diversos contemporanis durant tot el segle ii o els Registres del Han Tardà de Yuan Hong del segle vi), la majoria de les quals no han sobreviscut intactes. Els 30 volums finals del llibre o els 8 tractats sobre llei, rituals, sacrificis, astronomia, els cinc elements, geografia, funcionaris, carruatges i peces de roba estan presos de la Seqüela del llibre de Han, un treball compost per Sima Biao en el segle iii i que foren afegits en el segle vi per Liu Zhao a la seva anotació.
La secció en els Registres les Regions Occidentals es basen en un informe compost pel general militar Ban Yong i presentat a l'emperador a prop del 125. Presumiblement, inclouen notes del seu famós pare, el general Ban Chao. Això forma el capítol 88 (encara que en algunes edicions es dona com el capítol 118) del Hou Hanshu, i és una font clau per a les dades culturals i socioeconòmiques en les Regions Occidentals, incloent-hi els primers relats del Da Qin (l'Imperi Romà). Conté només unes poques referències als fets ocorreguts després de la mort de l'emperador An en el 125, però s'inclou l'arribada dels primers enviats de Roma (Da Qin) en el 166 dC.
El mateix Fan Ye, clarament deia que la nova informació continguda en esta secció de les Regions Occidentals és àmpliament basada en els informes de Ban Yong:
| « | Ban Gu havia registrat en detall les condicions locals i costums de cada regne en l'anterior llibre [Llibre de Han o Història de la dinastia Han Anterior]. Ara, els informes del període Jianwu [25-56] en avant registrats en est 'Capítol de Regions Occidentals' difereix de l'anterior [el de Ban Gu]; són de l'informe de Ban Yong [presentat] al final del [regnat de] l'emperador An [107-125], i avant. | » |